# 아베르티스
아베르티스 인프라에스트럭투라스 S.A.(Abertis Infraestructuras, S.A.)는 유료도로 관리를 전문으로 하는 스페인 국제 기업이다. 본사는 마드리드에 있다. 이 회사는 전 세계적으로 8,600킬로미터 이상의 유료도로를 운영한다. 2018년 10월, 이탈리아 기업 먼디스(Mundys)와 스페인 기업 ACS 그룹 및 독일 기업 호흐티프(Hochtief)에 인수되었다.

## 역사
2003년 4월, 1967년 아우토피스타스, 콘세시오나리아 에스파뇰라 S.A.로 설립된 기업인 아세사 인프라에스트럭투라스는 1971년 아우토피스타스 데 마레 노스트룸으로 설립된 기업인 아우레아 콘세시오네스 데 인프라에스트럭투라스(이 기업에 드라가도스가 자체 유료도로를 분사시켰다)와 합병하여 아베르티스를 설립했다.
2003년 12월, 아베르티스 그룹은 스페인의 선도적인 라디오 및 텔레비전 배급 사업체인 레테비시온을 인수했다. 2004년 6월에는 또 다른 스페인 유료도로 운영업체인 이베르피스타스를 인수했다. 2005년 12월에는 프랑스 유료도로 운영업체인 사네프를 인수했다.
2006년 4월에 시작된 아틀란티아(구 아우토스트라데) 인수는 이탈리아 정부의 반대로 인해 2008년 1월에 중단되었다. 아베르티스는 이후 회사 지분 일부를 매각할 계획을 세웠다.
2008년 5월 19일, 아베르티스는 뉴욕의 시티 인프라스트럭처 인베스터스와 함께 미국 펜실베이니아주의 펜실베이니아 턴파이크를 75년간 임대하는 128억 달러 규모의 제안서를 제출했다. 그러나 컨소시엄은 해당 제안이 주 의회에서 승인되지 않을 것이라고 판단하여 2008년 9월 30일에 제안을 철회했다.
2009년, 아베르티스는 AP-68 양허권자인 아바사(스페인)와 엘키 및 루타스 델 파시피코(칠레)를 통제하게 되었다. 2011년, 아베르티스 자회사인 Metropistas는 푸에르토리코의 PR-22 및 PR-5 유료도로 양허권을 획득했다. 2012년, 아베르티스는 브라질에서 9개 유료도로 양허권을 관리하는 그룹인 Arteris를 인수했으며 칠레에 3개의 새로운 유료도로를 추가 통합했다. 2015년, 이 회사는 아우토피스타 델 솔과 로스 리베르타도레스(또한 칠레)를 인수했다. 2016년, 아베르티스는 양허권자인 A4 Holding을 통해 이탈리아에 진출했다. 이 회사는 또한 산티아고(칠레)의 Autopista Central 지분 100%를 인수했다. 같은 해, 이 회사는 전자 통행료 솔루션 및 지능형 모빌리티를 제공하기 위한 기술 및 정보 서비스 개발 및 관리를 위한 자회사인 이모비스를 설립했다.
2017년, 아베르티스 그룹은 인도의 두 유료도로 인수를 통해 아시아에 진출했다.
2018년 10월, 이탈리아 기업 아틀란티아, 스페인 기업 ACS 그룹 및 독일 기업 Hochtief에 인수되었다.